# Sympistis amenthes
Sympistis amenthes là một loài bướm đêm thuộc họ Noctuidae. Nó được tìm thấy ở Washington tới Oregon và từ phía đông slope của dãy núi Cascade tới tây bắc Nevada at altitudes of 2,600 to 5,600 foot.
Sải cánh dài 28–36 mm. Con trưởng thành bay vào tháng 9.